# Ludwik Sanetra
Ludwik Sanetra (ur. 18 lipca 1919 w Pietrzykowicach, zm. 9 lipca 1980) – polski górnik, poseł na Sejm PRL III kadencji.

## Życiorys
Uzyskał wykształcenie średnie, z zawodu technik górnik. Pracował na stanowisku sztygara oddziałowego w Zakładach Górniczych „Konrad” w Iwinach. Wstąpił do Polskiej Zjednoczonej Partii Robotniczej, w 1961 uzyskał mandat posła na Sejm PRL z okręgu Jelenia Góra. W parlamencie zasiadał w Komisji Handlu Wewnętrznego.
Został pochowany na cmentarzu parafialnym w Pietrzykowicach.